# فهرست ویژگی‌های مواد
ویژگی‌های مواد (به انگلیسی: List of materials properties) خواصی شدتی و مقداری و اغلب کمّی، ویژگی برخی از مواد هستند. ویژگی‌های کمّی ممکن‌است به عنوان یک معیار یا متریک در نظر گرفته‌شوند که توسط آن متریک می‌توان مزایای یک ماده را در مقایسه با مادهٔ دیگر مورد بررسی قرار داد. از این دانش می‌توان در انتخاب بهتر مواد برای استفاده‌های گوناگون بهره گرفت.
یک ویژگی ممکن است یک ثابت یا می‌تواند تابعی از یک متغیر وابسته و مستقل، مانند دما باشد. خواص مواد اغلب تا اندازه‌ای با توجه به جهتی که ماده در آن اندازه‌گیری می‌شود بنا بر پدیده‌ای که ناهمسانگردی خوانده می‌شود متفاوت‌است. آن دسته از ویژگی‌های مواد که به‌پدیده‌های فیزیکی مختلف مربوط می‌شوند؛ اغلب در یک محدوده عملیاتی داده‌شده، به‌صورت خطی (یا تقریباً خطی) رفتار می‌کنند. مدل‌سازی ویژگی‌ها به‌صورت خطی می‌تواند آن‌ها را با توجه به خطی بودنشان در معادلات دیفرانسیل ساختاری بگنجاند و توصیف ویژگی‌ها را در شرایط گوناگون به‌طور قابل توجهی ساده کند.

## ویژگی‌های اتمی
جرم اتمی
عدد اتمی
جرم اتمی نسبی